# Port Negre d'Urgell
El Port Negre d'Urgell o Port Negre de Claror o simplement Port Negre és un pas pirinenc que es troba a 2.604,8 metres d'altitud que comunica el terme municipal de les Valls de Valira, a l'Alt Urgell, amb la parròquia andorrana de Sant Julià de Lòria.
És entre el Pic Negre d'Urgell (a l'est, 2.693 m), i el Pic Negre de Claror (a l'oest, 2.642,5 m). La vall del Port Negre drena les aigües que vessen cap al Segre.